# Oriopsis busseltonensis
Oriopsis busseltonensis är en ringmaskart som beskrevs av Hartmann-Schröder 1982. Oriopsis busseltonensis ingår i släktet Oriopsis och familjen Sabellidae. Inga underarter finns listade i Catalogue of Life.